# Liceh
Liceh is een bestuurslaag in het regentschap Aceh Barat van de provincie Atjeh, Indonesië. Liceh telt 542 inwoners (volkstelling 2010).